# 漢薩科馬
漢薩科馬（法語：Hamzakoma），是馬里的城鎮，位於該國北部，由通布圖區的古馬拉魯省負責管轄，面積4,500平方公里，海拔高度247米，2009年人口7,929，人口密度每平方公里1.8人。